# Obata Masamori
Obata Masamori (小幡 昌盛, Obata Masamori, 1534-29 mars 1582) est un des 24 généraux du daimyō Takeda Shingen, comme son père Obata Toramori.

## Biographie
Obata Masamori a combattu pour les Takeda à la bataille de Mimasetōge (1569). En 1572, il conduisait avec Takeda Katsuyori l'avant-garde de la cavalerie à la bataille de Mikata-Ga-Hara. Trois ans plus tard, il commandait le plus grand contingent (500 cavaliers) de la cavalerie Takeda à la bataille de Nagashino contre Oda Nobunaga. Il est mort en 1582 des suites de blessures reçues à Nagashino.